# Satyendranath Bose
Satyendranath Bose o Satyendra Nath Bose (/sɐθ.jin.ðrɐ nɑθ bos/, in bengali: সত্যেন্দ্র নাথ বসু; Calcutta, 1º gennaio 1894 – Calcutta, 4 febbraio 1974) è stato un fisico indiano, famoso per aver introdotto insieme ad Albert Einstein la statistica dei bosoni, così chiamati in suo onore.

## Biografia
Originario del Bengala occidentale, era il primo di sette figli. Suo padre, Surendranath Bose, lavorava presso il Dipartimento di Ingegneria dell'East India Railway. Bose conosceva parecchie lingue e sapeva suonare molto bene l'esraj,  uno strumento musicale simile al violino.
Frequentò a Calcutta la Hindu High School e successivamente il Presidency College, raggiungendo i massimi risultati. Nel 1920 con Meghnad Saha effettuò la prima traduzione mondiale in inglese del Il principio della relatività di Albert Einstein pubblicato in India .
Dal 1916 al 1921 fu assistente presso il Dipartimento di Fisica dell'Università di Calcutta e nel 1921 al Dipartimento di Fisica dell'Università appena fondata a Dacca. Specializzato in fisica matematica, nel 1924 arrivò alla formulazione di una nuova statistica quantistica per le particelle di spin intero, che in suo onore sono state chiamate bosoni. Bose inviò il suo lavoro ad Einstein che ne curò la traduzione tedesca e la pubblicazione.
Bose viaggiò in Europa (Parigi, Berlino) negli anni 1924-1926, ma senza riuscire ad inserirsi negli ambienti universitari. Tornato in India, fondò a Calcutta l'Istituto di studi nucleari che ora porta il suo nome. Nel 1926 divenne professore e responsabile del Dipartimento di Fisica presso l'Università di Dacca, continuando ad insegnare fino al 1945. Successivamente tornò all'università di Calcutta dove insegnò fino al 1956, anno in cui si ritirò e gli fu conferito il titolo di professore emerito.

## L'errore che non c'era
| Testa-Testa | Croce-Croce | Testa-Croce |

Ci sono tre possibili esiti. Qual è la probabilità che esca Testa-Testa?
|       |       | 1  |    |
| Testa | Croce |    |    |
| 2     | Testa | TT | TC |
| 2     | Croce | CT | CC |

Mentre era all'Università di Dacca, Bose scrisse un breve articolo intitolato Planck's Law and the Hypothesis of Light Quanta, nel quale descriveva l'effetto fotoelettrico. Questo articolo era basato su una lezione-conferenza che aveva tenuto riguardo alla catastrofe ultravioletta, durante la quale, intendendo mostrare ai suoi studenti che la teoria prevedeva risultati in disaccordo con i dati sperimentali, egli commise un errore di statistica che, al contrario, portava a una predizione teorica in accordo con le osservazioni. L'errore era stato palese ed era paragonabile a lanciare due monete ottenendo due teste una volta su tre (immagine sulla destra). Considerato comunque che i risultati finali erano corretti, Bose si rese conto che in realtà avrebbe potuto non essere per niente un equivoco. Egli sostenne inizialmente che la distribuzione di Maxwell-Boltzmann poteva non essere vera per particelle microscopiche, dove le fluttuazioni dovute al principio di indeterminazione di Heisenberg diventavano significative; pose così l'attenzione sulla probabilità di trovare le particelle nello spazio di fase, ciascuna avente volume {\displaystyle h^{f}}, tralasciando le posizioni distinte e il momento delle particelle.
Le riviste di fisica rifiutarono però l'articolo, sostenendo che egli aveva presentato un semplice errore, così i suoi risultati furono ignorati. Scoraggiato, Bose scrisse ad Albert Einstein, il quale invece fu subito in accordo con la sua idea (Bose aveva precedentemente tradotto la teoria della relatività generale dal tedesco all'inglese). I fisici iniziarono a prendere sul serio le idee dei fisico indiano solo quando Einstein mandò il suo articolo "Zeitschrift für Physik" in accompagnamento a quello di Bose, che fu pubblicato nel 1924. In sintesi, essendo i fotoni indistinguibili tra loro, non è possibile assumere un fotone diverso da un altro avente la stessa energia: se paragonassimo un fotone e un bosone alle monete dell'esempio, la probabilità di produrre due teste sarebbe una su tre. Quanto è nato dall' "errore" di Bose è oggi la statistica di Bose-Einstein.
Einstein applicò la stessa idea agli atomi. Da quest'idea i due fisici predissero l'esistenza del fenomeno che divenne noto come condensazione di Bose-Einstein; un condensato di Bose Einstein è un insieme di bosoni la cui esistenza è stata sperimentalmente provata nel 1995.

## Lavori successivi
Le idee di Bose furono infine accettate e nel 1924 gli fu concesso di lasciare l'Università di Dacca per intraprendere un viaggio in Europa. Trascorse un anno a Parigi dove lavorò con Marie Curie e conobbe alcuni tra i più famosi scienziati del tempo. Trascorse poi un altro anno lavorando con Einstein a Berlino. Al suo rientro a Dacca nel 1926 acquisì il titolo di professore, pur non avendo un dottorato e quindi la qualifica per quel posto, ma Einstein spese parole positive in suo favore. Il suo lavoro spaziava dalla cristallografia a raggi X all'unificazione delle teorie. Insieme a Meghnad Saha pubblicò i risultati relativi ad una equazione di stato per gas reali.
Oltre che nell'ambito fisico, diede un contributo in biochimica e in letteratura bengalese e inglese. Fece studi approfonditi in chimica, geologia, zoologia, antropologia, ingegneria.  Avendo origini bengalesi, dedicò molto tempo a promuovere la lingua di quella regione come insegnante e traducendo scritti scientifici, oltre che promuoverne lo sviluppo.
Nel 1944 fu eletto Presidente Generale dell'Indian Science Congress.
Nel 1958 divenne membro della Royal Society.
Morì a Calcutta, dove si era ritirato, in seguito a un attacco cardiaco.